# Јаромјерж
Јаромјерж (чеш. Jaroměř) град је у Чешкој Републици, у оквиру историјске покрајине Бохемије. Јаромјерж је град у оквиру управне јединице Краловехрадечки крај, где припада округу Наход.

## Географија
Јаромјерж се налази у северном делу Чешке републике. Град је удаљен од 130 км источно од главног града Прага, а од првог већег града, Храдеца Краловског, 22 км северно.
Град Јаромјерж је смештен у области североисточне Бохемије. Град лежи котлини реке абе на надморској висини од око 250 м. Стари део града се развио у окуци реке, на веома наочитом месту. Око града се пружа Срењечешко побрђе.

## Историја
Подручје Јаромјержа било је насељено још у доба праисторије. Насеље под данашњим називом први пут се у писаним документима спомиње 1126. године као словенско насеље, које је почетком 12. века насеље је добило градска права.
Крајем 18. века (1780-87.), хабзбуршки цар Јосиф II је непосредно јужно од града изградио утврђење Јозефов, које је 1948. године потпало под град. Оно је један од најбољих примера каснобарокне фортификационе архитектуре.
1919. године Јаромјерж је постао део новоосноване Чехословачке. У време комунизма град је нагло индустријализован. После осамостаљења Чешке дошло је до опадања активности индустрије и до проблема са преструктурирањем привреде.

## Становништво
Јаромјерж данас има око 13.000 становника и последњих година број становника у граду стагнира. Поред Чеха у граду живе и Словаци и Роми.

## Слике градских грађевина
- Главни трг у Јаромјержу
- Црква св. Николе
- Тврђава Јозефов из ваздуха
- Градско позориште